# Barbara Haskell
Barbara Haskell (1946, San Diego,California) es una historiadora de arte estadounidense y curadora de museo. Actualmente es curadora del Museo Whitney de Arte Estadounidense, donde trabaja desde 1975.

## Trayectoria profesional
Barbara Haskell esta licenciada en 1969 en la Universidad de California, Los Ángeles. Ha trabajado en el Museo de Arte de San Francisco y en el Museo de Pasadena. Esta especializada en pintura y escultura de principios y mediados del siglo XX, incluidos los modernistas estadounidenses, los expresionistas abstractos y los artistas pop. Es fundadora y líder de American Fellows, un grupo de patrocinadores de los principales donantes del Whitney. 
Entre las exposiciones temáticas emblemáticas que ha comisariado se encuentran:
- BLAM! La explosión del pop, el minimalismo y la performance 1958-1964 (1984)
- El siglo americano: arte y cultura 1900-1950 (1999)
- Vida americana: muralistas mexicanos rehacen el arte estadounidense, 1925-1945 (2020).

Barbara Haskell además, ha comisariado retrospectivas y escrito monografías académicas complementarias sobre una gama de artistas estadounidenses de principios del siglo XX y de la posguerra, entre ellos: HC Westermann (1978), Marsden Hartley (1980), Milton Avery (1982), Ralston Crawford (1985), Charles Demuth (1987), Red Grooms (1987), Donald Judd (1988), Burgoyne Diller (1990), Agnes Martin (1992), Joseph Stella (1994), Edward Steichen (2000), Elie Nadelman (2003), Oscar Bluemner (2005), Georgia O'Keeffe (2009), Lyonel Feininger (2011), Robert Indiana (2013), Stuart Davis (2016) y Grant Wood (2018).

## Publicaciones y exposiciones importantes
- Claes Oldenburg: Objeto en monumento. Museo de Arte de Pasadena, California, 1971.
- Larry Bell. Museo de Arte de Pasadena, California, 1972.
- John Mason: Escultura de cerámica. Museo de Arte de Pasadena, California, 1974.
- Arthur Dove. Sociedad Gráfica de Nueva York, Ltd., Boston, Massachusetts, 1974.
- HC Westermann. Whitney Museum of American Art, Nueva York, 1978.
- Marsden Hartley. New York University Press en asociación con The Whitney Museum of American Art, Nueva York, 1980.
- Milton Avery. Harper amp; Row Publishers en asociación con The Whitney Museum of American Art, Nueva York, 1982.
- ¡BLAM! La explosión del pop, el minimalismo y la interpretación 1958-1964. WW Norton amp; Company, Inc. en asociación con The Whitney Museum of American Art, 1984.
- Ralston Crawford. Whitney Museum of American Art, Nueva York, 1985.
- Charles Demuth. Harry N. Abrams, Inc. en asociación con The Whitney Museum of American Art, Nueva York, 1987.
- Donald Judd. WW Norton en asociación con The Whitney Museum of American Art, Nueva York, 1988.
- Novios rojos: Ruckus Rodeo. Harry N. Abrams Inc., Nueva York, 1988.
- Yoko Ono: Arias y objetos. Salt Lake City: Libros de Peregrine Smith, 1991.
- Agnes Martin. Whitney Museum of American Art, Nueva York, 1992.
- Joseph Stella. Whitney Museum of American Art, Nueva York, 1994.
- Milton Avery: La metafísica del color. Museo de Arte Neuberger, 1994.
- El siglo americano: arte y cultura 1900-1950. WW Norton en asociación con The Whitney Museum of American Art, Nueva York, 1999.
- Edward Steichen. Whitney Museum of American Art, Nueva York, 2000.
- Elie Nadelman: escultor de la vida moderna. Whitney Museum of American Art, Nueva York, 2003.
- Oscar Bluemner: Pasión por el color. Whitney Museum of American Art, Nueva York, 2005.
- Vida moderna: Edward Hopper y su tiempo. Bucerius Kunst Forum, Hamburgo, 2009.
- Georgia O'Keeffe: Abstracción. Whitney Museum of American Art, Nueva York, 2009.
- Lyonel Feininger: en el borde del mundo. Whitney Museum of American Art, Nueva York, 2011.
- Robert Indiana: Más allá del AMOR. Whitney Museum of American Art, Nueva York, 2013.
- Stuart Davis: En pleno swing. National Gallery of Art, Washington, Whitney Museum of American Art, Nueva York y Delmonico Books, una editorial de Prestel Publishing, Munich, Londres y Nueva York, 2016.
- Grant Wood: American Gothic y otras fábulas. Whitney Museum of American Art, Nueva York, 2018.
- Vida americana: muralistas mexicanos rehacen el arte estadounidense, 1925–1945. Whitney Museum of American Art, Nueva York y Yale University Press, New Haven y Londres, 2020.

## Premios[5]
- Premio Henry Allen Moe 1987 otorgado a catálogos de distinción en las artes, por la monografía Charles Demuth.
- 2003 Premio Lawrence A. Fleischman a la Excelencia Académica en el Campo de la Historia del Arte Estadounidense, de los Archivos de Arte Estadounidense.
- Premio Frederic Church 2024 por contribuciones curatoriales extraordinarias al arte y la cultura estadounidenses, de The Olana Partnership.
- Premio Henry Allen Moe 2024 otorgado a catálogos de distinción en las artes, por el catálogo Vida Americana: Mexican Muralists Remake American Art, 1925-1945, del Museo de Arte Fenimore.